# 穆拉·纳斯拉丁

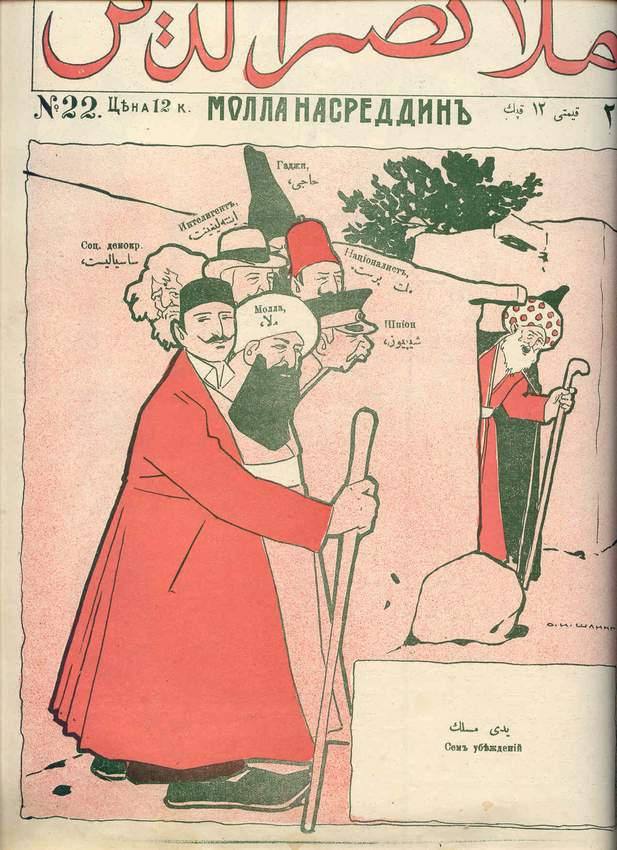
穆拉·纳斯拉丁

穆拉·纳斯拉丁是一本八页的阿塞拜疆讽刺性期刊，分别在第比利斯（1906-17 年）、大不里士（1921年）和巴库（1922-33 年）出版。 该雜誌以中世纪苏菲派傳說人物纳斯尔丁的名字命名。1933年出版最後一期後停刊。
该杂志主要讽刺包括社会不平等、警察腐敗、強迫婚姻、壓迫婦女在內的各种社会现象，并嘲笑宗教人士和宗教狂热分子落后的生活方式和价值观。正因為如此，該雜誌的出版方多次遭到警方搜查。